# Christine Krohn
Christine Krohn, geb. Löwisch (* 17. Juni 1936 in Meiningen), ist eine deutsche Juristin. Sie war von 1980 bis 2001 Richterin am Bundesgerichtshof.
Nach Abschluss ihrer juristischen Ausbildung trat Krohn im Jahre 1965 in den Justizdienst des Landes Nordrhein-Westfalen ein. Nach ihrer Ernennung zur Landgerichtsrätin war sie am Landgericht Wuppertal tätig. Ab 1974 war sie Richterin am Oberlandesgericht Düsseldorf.
1980 wurde Krohn, die zu jener Zeit als wissenschaftliche Mitarbeiterin an das Bundesverfassungsgericht abgeordnet war, zur Richterin am Bundesgerichtshof gewählt. Das Präsidium des Gerichts wies sie dem XII. Zivilsenat zu, dem sie während der gesamten Zeit ihrer Zugehörigkeit zum Bundesgerichtshof angehörte. Von dort wurde sie außerdem ab 1993 in den Gemeinsamen Senat der obersten Gerichtshöfe des Bundes entsandt.
Krohn war maßgeblich an der Gestaltung der Rechtsprechung zum Familienrecht beteiligt, nachdem sich dieses kurz vor ihrem Amtsantritt durch den Erlass des Ersten Gesetzes zur Reform des Ehe- und Familienrechts (1976) grundlegend geändert hatte. Hier übte sie vor allem im Bereich des Versorgungsausgleichs, insbesondere bei Fragestellungen zum Ausgleich bei der betrieblichen Altersversorgung, erheblichen Einfluss aus. Ein weiterer Schwerpunkt ihrer Arbeit war das Unterhaltsrecht.
Am 30. Juni 2001 trat Christine Krohn in den Ruhestand ein. Sie war mit Günter Krohn (1929–2020), dem früheren Vorsitzenden des III. Zivilsenats des Bundesgerichtshofs, verheiratet.